# Nazionale maschile di calcio del Burundi
La nazionale di calcio del Burundi è la rappresentativa nazionale del Burundi ed è posta sotto l'egida della Fédération de Football du Burundi. I suoi giocatori sono soprannominati Les Hirondelles (Le Rondini).
La selezione non ha mai preso parte alla fase finale della Coppa del mondo, mentre ha partecipato alla fase finale della Coppa d'Africa per la prima volta nel 2019, dove è stata eliminata dopo la fase a gironi.
Il più rilevante risultato in campo continentale è stato raggiunto nel 2004, quando la selezione ha raggiunto la finale, persa per 3-0 contro l'Etiopia, nella Coppa CECAFA, competizione annuale tra nazionali del centro e dell'est dell'Africa.
Nella graduatoria FIFA in vigore da agosto 1993 il miglior posizionamento raggiunto è stato il 96º posto all'inaugurazione della stessa, mentre il peggiore è stato il 160º posto di luglio 1998; occupa attualmente il 142º posto della graduatoria.

## Colori e simboli
Il Burundi scende tradizionalmente in campo con una divisa in cui i colori dominanti sono il verde, il bianco ed il rosso, così da richiamare i colori della bandiera del Burundi.

### Sponsor
| Periodo | Fornitore |
| ------- | --------- |
| 2019-   | Garman    |

## Risultati in Coppa del mondo
- Dal 1930 al 1990 - Non partecipante
- 1994 - Non qualificata
- 1998 - Ritirata durante le qualificazioni
- 2002 - Ritirata
- Dal 2006 al 2022 - Non qualificata

## Risultati in Coppa d'Africa
- Dal 1957 al 1974 - Non partecipante
- 1976 - Non qualificata
- 1978 - Non partecipante
- 1980 - Ritirata
- Dal 1982 al 1992 - Non partecipante
- 1994 - Non qualificata
- 1996 - Non partecipante
- 1998 - Ritirata
- Dal 2000 al 2017 - Non qualificata
- 2019 - Primo turno
- 2021 - Non qualificata

## Rosa attuale
Lista dei giocatori convocati per la doppia sfida di qualificazione alla Coppa d'Africa 2021 contro Mauritania dell'11 e 15 novembre 2020.
Presenze, reti e numerazione aggiornate al 15 novembre 2020.
| 1  | P | Jonathan Nahimana         | 12 dicembre 1999 | 22 | -? | KMC                 |  |  |
| 13 | P | Onesime Rukundo           | 9 aprile 1999    | 8  | -? | Le Messager Ngozi   |  |  |
| 16 | P | Justin Ndikumana          | 1º marzo 1993    | 2  | -? | Sofapaka            |  |  |
|    |   |                           |                  |    |    |                     |  |  |
| 2  | D | Emery Nimubona            | 1º febbraio 1992 | 17 | 0  | Police              |  |  |
| 3  | D | Philip Oslev              | 27 novembre 1994 | 2  | 0  | AB                  |  |  |
| 6  | D | Marco Weymans             | 9 luglio 1997    | 2  | 0  | Östersunds          |  |  |
| 15 | D | Eric Ndizeye              | 22 agosto 1999   | 10 | 0  | Muzinga             |  |  |
| 19 | D | Frédéric Nsabiyumva       | 26 aprile 1995   | 34 | 0  | Chippa United       |  |  |
| 20 | D | Asman Ndikumana           | 10 giugno 1999   | 5  | 2  | Aigle Noir          |  |  |
| 21 | D | Issa Hakizimana           | 28 agosto 1994   | 24 | 0  | Futuro Kings        |  |  |
|    |   |                           |                  |    |    |                     |  |  |
| 4  | C | Jospin Nshimirimana       | 12 dicembre 2001 | 6  | 8  | Aigle Noir          |  |  |
| 5  | C | Gaël Bigirimana           | 22 ottobre 1993  | 15 | 0  | Glentoran           |  |  |
| 7  | C | Fiston Abdul Razak        | 5 settembre 1993 | 49 | 19 | ENPPI               |  |  |
| 8  | C | Stève Nzigamasabo         | 10 dicembre 1990 | 13 | 0  | Namungo             |  |  |
| 9  | C | Blaise Bigirimana         | 4 novembre 1998  | 3  | 0  | Namungo             |  |  |
| 10 | C | Saidi Ntibazonkiza        | 1º maggio 1987   | 22 | 11 | Vital'O             |  |  |
| 12 | C | Cédrick Urasenga          | 2 agosto 1990    | 15 | 2  | Le Messager Ngozi   |  |  |
| 14 | C | Youssouf Ndayishimiye     | 27 ottobre 1998  | 12 | 1  | Yeni Malatyaspor    |  |  |
|    |   |                           |                  |    |    |                     |  |  |
| 11 | A | Bonfils-Caleb Bimenyimana | 21 novembre 1997 | 11 | 1  | svincolato          |  |  |
| 17 | A | Cédric Amissi             | 20 marzo 1990    | 52 | 10 | Al-Taawoun          |  |  |
| 18 | A | Saido Berahino            | 4 agosto 1993    | 15 | 1  | Sheffield Wednesday |  |  |
| 22 | A | Christophe Nduwarugira    | 22 giugno 1994   | 32 | 6  | Leixões             |  |  |

## Tutte le rose

### Coppa d'Africa
Coppa d'Africa 20191 J. Nahimana, 2 Sabumukama, 3 Kamsoba, 4 Kwizera, 5 Bigirimana, 6 Nizigiyimana, 7 Abdul Razak, 8 Duhayindavyi, 9 Mavugo, 10 S. Nahimana, 11 Ndikumana, 12 Shabani, 13 Ndikumana, 14 Ngandu, 15 Moussa, 16 Nshimirimana, 17 C. Amissi, 18 Berahino, 19 Nsabiyumva, 20 Mustafa, 21 M. Amissi, 22 Nduwarugira, 23 Arakaza, CT: Niyungeko